# مطلع‌الفجر (رادار)
مطلع الفجر نخستین رادار ۳-بعدی باند وی‌اچ‌اف ساخت ایران است. اولین بار این رادار در رژه‌های نظامی دیده شد. برد این رادار تاکنون توسط مقامات رسمی ایران اعلام نگردیده اما اظهار شده این رادار تمامی خلیج فارس را پوشش می‌دهد.
مطلع الفجر می‌تواند از ۱۰۰ فرکانس مختلف در باند وی‌اچ‌اف استفاده نماید و همچنین این رادار توانایی دارد تا در محیط‌هایی با نویز جمینگ نیز به فعالیت و عملکرد خود ادامه دهد.
در همان سال پروژه‌ای برای افزایش و بهبود قابلیت‌های این رادار با مشارکت و همکاری شرکت صاایران و دانشگاه صنعتی اصفهان آغاز گردید. منابع ایرانی مدعی هستند در نتیجه پروژه مذکور، تولید رادار بهینه‌سازی شده این مدل تحت نام مطلع الفجر ۲ در سال ۲۰۱۲ آغاز شده است.